# Blissus minutus
Blissus minutus är en insektsart som först beskrevs av Willis Blatchley 1925.  Blissus minutus ingår i släktet Blissus och familjen Blissidae. Inga underarter finns listade i Catalogue of Life.